# At-Tahrim

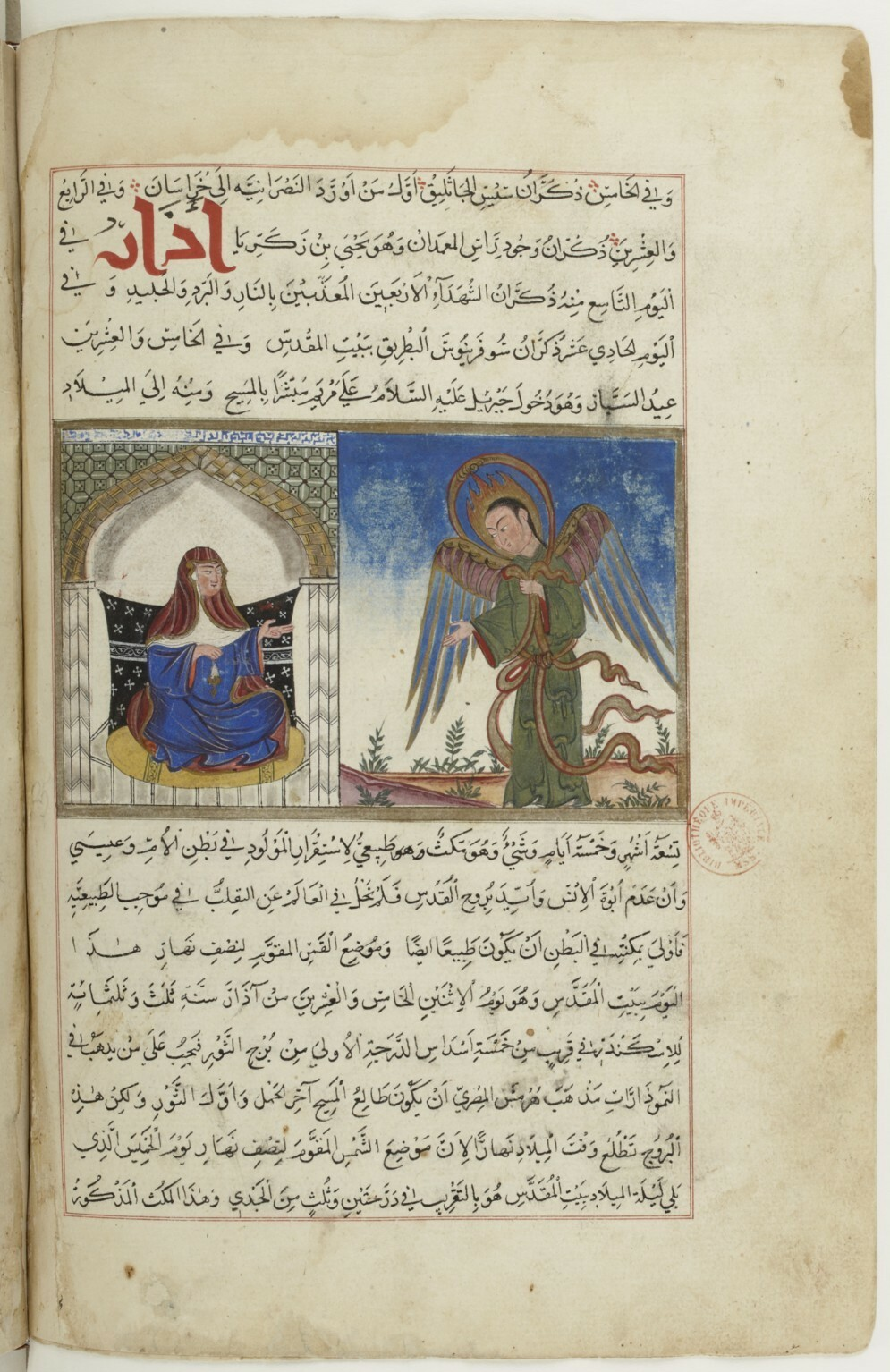
Bebådelsen, då Maryam (Maria) får beskedet att hon väntar profeten Isa (Jesus)

At-Tahrīm (arabiska: سورة التحريم) ("Förbudet") är den sextiosjätte suran i Koranen med 12 verser (ayah). Hela suran uppenbarades för profeten Muhammed (då i Medina) som avslöjade den för Maria al-Qibtiyya eller A'isha och Hafsa. Suran bekräftar bebådelsen och Jesu (Isas) jungfrufödelse:
| ”                                      | Ännu ett exempel har de i Maria, 'Imrans dotter; Hon bevarade sin oskuld och Vi andades in i [hennes kropp] något av Vår ande. | „ |
| – Koranens budskap, At-Tahrīm, ayah 12 | |   |

Suran fick namnet At-Tahrīm ("förbudet", "haram") eftersom Allah i detta kapitel råder Muhammed att inte pålägga förbud mot det som Gud förklarat tillåtet för honom (vers 2).